# Таврійське (Запорізький район)
Таврійське (до 1939 року — Жеребець; у 1939—2016 роках — Кірове) — село в Україні, адміністративний центр Таврійської сільської громади Запорізького району Запорізької області. Населення становить 2338 осіб.

## Географія
Село Таврійське розташоване за 52 км від обласного центру та 15 км від міста Оріхова, на правому березі річки Кінська в місці впадіння в неї річки Жеребець, вище за течією на відстані 6 км розташоване село Преображенка. Нижче за течією на відстані 0,5 км розташоване село Любимівка, на протилежному березі — село Юрківка, вище за течією річки Жеребець на відстані 4,5 км розташоване село Васинівка. Через село пролягають автошлях національного значення Н08 та залізнична лінія Запоріжжя II — Пологи, станція Обща.

## Назва
За переказами найстаршіших мешканців, назва села та однойменної річки Жеребець пішло від давньої народної оповіді, а саме «Повертаючись з невдалого походу на татар, князь Голіцин розташувався ніби то на цьому місці з табором. Становище його війська було таке погане, що всі годувалися однією лише кониною з напівживих замордованих коней: їх тут загинуло багато. Тут же порізали та й поїли князівських жеребців. Тому й назвали це місце Жеребець, а разом із ним і річку».
В історичному архіві збереглася інша легенда. За часів визвольної війни загін запорозьких козаків оточили вороги в плавнях річки Кінські води (нині — Кінська). Тривалий час стійко оборонялися козаки. Поїли всі припаси і навіть своїх коней. Залишився лише один жеребець у їхнього отамана. Хороший був кінь, не раз рятував свого господаря в запеклих боях, тому і не дав отаман його зарізати. Проте козаки змовилися вночі вбити жеребця, але один з козаків попередив отамана. — Ех! Ну що ж, серед людей і смерть красна на виду! — Вигукнув отаман, скочив на коня, а коли вони опинилися в річці, пострілом з пістоля вбив жеребця і потонув разом з ним.
З того часу прозвали козаки річку, що впадала в Кінські води навпроти місця події, а потім і саме своє поселення на березі цієї річки — Жеребець. Ця історія відображена в гербі села.
В 1938 році село було перейменоване на Єжове, а в 1939 році – на Кірове на честь С.М.Кірова.
У 2015 році село було внесено до переліку населених пунктів, які потрібно перейменувати відповідно із законом «Про засудження комуністичного та націонал-соціалістичного (нацистського) тоталітарних режимів в Україні та заборону пропаганди їхньої символіки». 12 травня 2016 року Постановою Верховної Ради України село перейменовано в Таврійське.

## Історія
Село засноване за козацькі часи, як зимівник козаків Кальміуської паланки Війська Запорозького Низового. Зимівник існував у 1745—1765 роках на березі колись повноводної річки Жеребця, на місці, де нині розташоване село.
У 1770 році тут розпочато будівництво Кряжевої фортеці, що входила до складу Дніпровської лінії. Залишки п'яти редутів цієї фортеці збереглися до нашого часу. Поблизу фортеці засновано хутір Жеребець, де мешкали «воинские поселяне из разных полков от службы уволенные», тобто звільнені від військової служби солдати. На своїх початках село було військовим поселенням. Для житла, за державні кошти (бюджет), було збудовано 47 хат, на дві родини кожна, тобто на 94 сім'ї або ж 718 мешканців, з них: чоловічої статі 423 особи, а жіночої — 295 осіб.
Відразу після заснування села розпочинається будівництво церкви, а з 1787 року вже відкривається церковний приход: будівництво церкви закінчилося лише у 1793 році й зроблено її за кошти та завдяки зусиллям своїх парафіян.
У 1788 році населення Жеребця зменшилося майже на 200 осіб, враховуючи сюди існуючих мешканців та нових поселенців, а у 15 верстах від Жеребця виникає ще одна нова слобода — Комишуваха, а далі у результаті захоплень вільних степів виникають дрібні кріпацькі слобідки — Терсянка, Білогір'я, Василівка, Буракова та інші. У 1898 році ці всі села відходять окремою парафією до нової церкви, що будувалася на той час в селі Преображенка під Оріховим. Того ж року на протилежному березі річки Кінська, на місці старого татарського селища, засновується нова велика слобода Юрківка, яка тривалий час носила назву «аул» та прилучається парафією до церкви Святого Миколая у Жеребці.
До 1805 року населення Жеребця збільшується надто повільно, але з настанням 1805 року збільшується мало не у четверо. Того ж року до Жеребця спочатку було доселено 150 солдатів, звільнених з військової служби, а потім діслано ще «казенних поселян» 58 сімей, загальною чисельністю 612 осіб (339 чоловіків, 273 жінки) та ще «казенних поселян» з Полтавської та Чернігівської губерній загальною чисельністю 915 осіб (500 чоловіків, 415 жінок), а у 1806 році в Жеребці мешкало 286 сімей загальною чисельністю 2196 осіб. В селі засновуються перші крамниці, а першими крамарями були місцеві євреї. Першими єврейськими сім'ями, що оселилися в Жеребці були Аврам Іткін, Іосель та Камінський. До цього вони щонеділі приходили до Жеребця з Оріхова, приносили свій крам та торгували біля церкви на базарі. Після їхнього переселення у Жеребці відкриваються крамниці й щось подібне до базару, з'являються перші ремісники — гончарі, ковалі тощо.
В той самий час шляхом природного приросту та періодичних доселень населення Жеребця швидко збільшується й у 1848 році досягає позначки у 5021 особу. У 1845 році в семи верстах від центру села засновується слобідка Воронцова — Любимівка.
У 1849 році в Жеребці лютувала епідемія холери, яка «забрала» із собою 1040 осіб, багато людей виїхало, а ось населення у той час зменшилося на 141 сім'ю, або ж на 1208 мешканців.
Після скасування кріпацтва між 1861 та 1864 роками до Жеребця знову доселено 1250 осіб (колишніх кріпаків), переважно вихідців з Полтавщини, й населення знову стає більшим за 5000 осіб.
Зібравши таку кількість мешканців, Жеребець з 1868 року починає розселення своїх мешканців та залюднення своїх земель: вихідці з Жеребця у 1868—1869 роках засновують нові слободи — Новоіванівку, Копані, Новотроїцьку та інші дрібніші хутори.
1868 року гуттерити засновали колонію Шеромет. В Україні гуттерити мали відносний добробут. Коли вони жили серед німецькомовних менонітів у Молочній, вони прийняли дуже ефективну форму менонітського землеробства, яку запровадив Йоганн Корніс. 1877 року гуттерити переїхали до Південної Дакоти.
Школа існувала здавна як напівприватна установа, офіційно до штату приєднана у 1848 році, тобто коли відбулося перше призначення священника Курковського «наставником Жеребецкого сельского училища». У 1875 році в Жеребці був заснований перший на Катеринославщині кооператив — Жеребецьке ощадно-позичкове товариство. 
У 1910-1912 роках в селі відкрилася земська лікарня на 25 ліжок. В цей час також почала працювати ветеринарна дільниця, в штаті якої були лікар-ветеринар та два фельдшери.
7 (20) листопада 1917 року, відповідно до Третього Універсалу Української Центральної Ради, увійшло до складу Української Народної Республіки.  
До 1939 року село носило назву Жеребець, до 2016 року — Кірове.
У 1949 році було досягнуто довоєнного рівня виробництва та відбудовано всі зруйновані будинки.
28 липня 2016 року, в ході децентралізації, утворена Таврійська сільська громада, об'єднана з Таврійська сільська рада.
19 липня 2020 року, в результаті адміністративно-територіальної реформи та ліквідації Оріхівського району, село увійшло до складу Запорізького району.

## Населення

### Мова
Розподіл населення за рідною мовою за даними перепису 2001 року:
| Мова            | Відсоток |
| --------------- | -------- |
| українська      | 92,30%   |
| російська       | 6,92%    |
| вірменська      | 0,55%    |
| інші/не вказали | 0,23%    |

## Російсько-українська війна
Село потерпає від обстрілів російських окупантів з тимчасово окупованих територій Запорізької області.
17 вересня 2022 року, вночі, російські окупанти завдали ракетних ударів по селу 
Таврійське. Внаслідок обстрілу зруйнована гімназія «Перспектива», спортивний клуб та місцевий будинок культури.
16 серпня 2023 року окупанти вкотре поцілили ракетами С-300 та Х-35 по селу Таврійське. Внаслідок влучань у домівках місцевих жителів повибивало шибки, побило дахові покриття та фасади. На території підприємств уламками пошкоджені складські приміщення, гаражні та господарські споруди. 

## Символіка

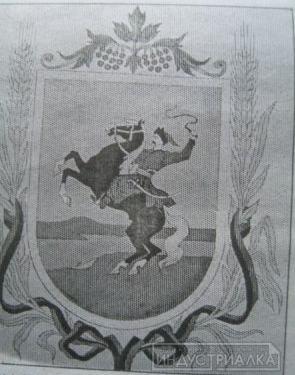
Один з варіантів герба села Таврійське

Прапор має полотнище малинового кольору. Цей колір символізує зв'язок з історією Запорізького козацтва. Край був складовою частиною земель Війська Запорозького.
Вінок із пшеничного колосся посередині полотнища символізує достаток та провідну галузь місцевого сільського господарства — хліборобство.
До складу вінка входить шабля та спис, що символізують всю минулу бурхливу історію та оборону рідної землі. 
Геральдичний щит із зображенням золотого коня у кораблі — це символ багатства, щастя та свободи (за місцевою легендою, у річці Кінській затонув корабель із золотим конем).
Три горизонтальні різнокольорові смуги посередині полотнища означають: 
- синя смуга — річка Кінська або Кінські води, старовинний дуже давній водний шлях, як відомо, до колективізації річка була суднохідною і повноводною;
- чорна смуга — залізниця, збудована у 1903—1904 роках XX століття;
- червона смуга — старовинний чумацький шлях та сучасна провідна магістраль через Приазов'я, всі ці шляхи проходять через землі Таврійської громади.

## Особистості
Уродженці села:
- Носенко Олекса Єрмолайович (1910—1980) — український радянський письменник.
- Приходько Микола Ілліч (1938—2018) — український науковець, доктор педагогічних наук, професор.
- Тинянов Олександр Сергійович (1990—2017) — молодший сержант Збройних сил України, учасник російсько-української війни.Г

## Архітектура
До цікавих історичних та архітектурних споруд в Таврійському можна віднести земську лікарню та каплицю для неї, зерносховище, житловий будинок для вчителів земської школи.

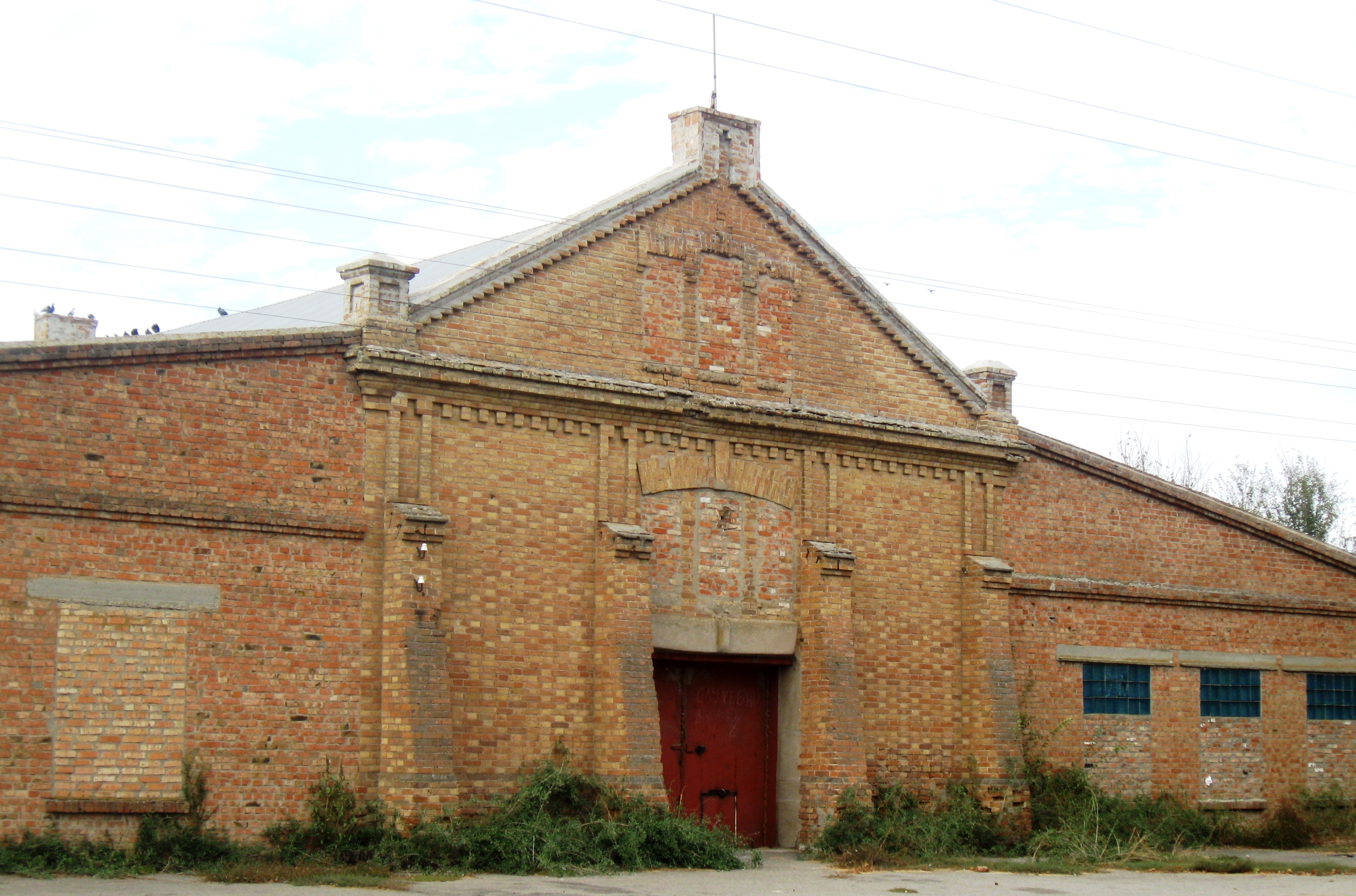
Зерносховище (гамазейн)
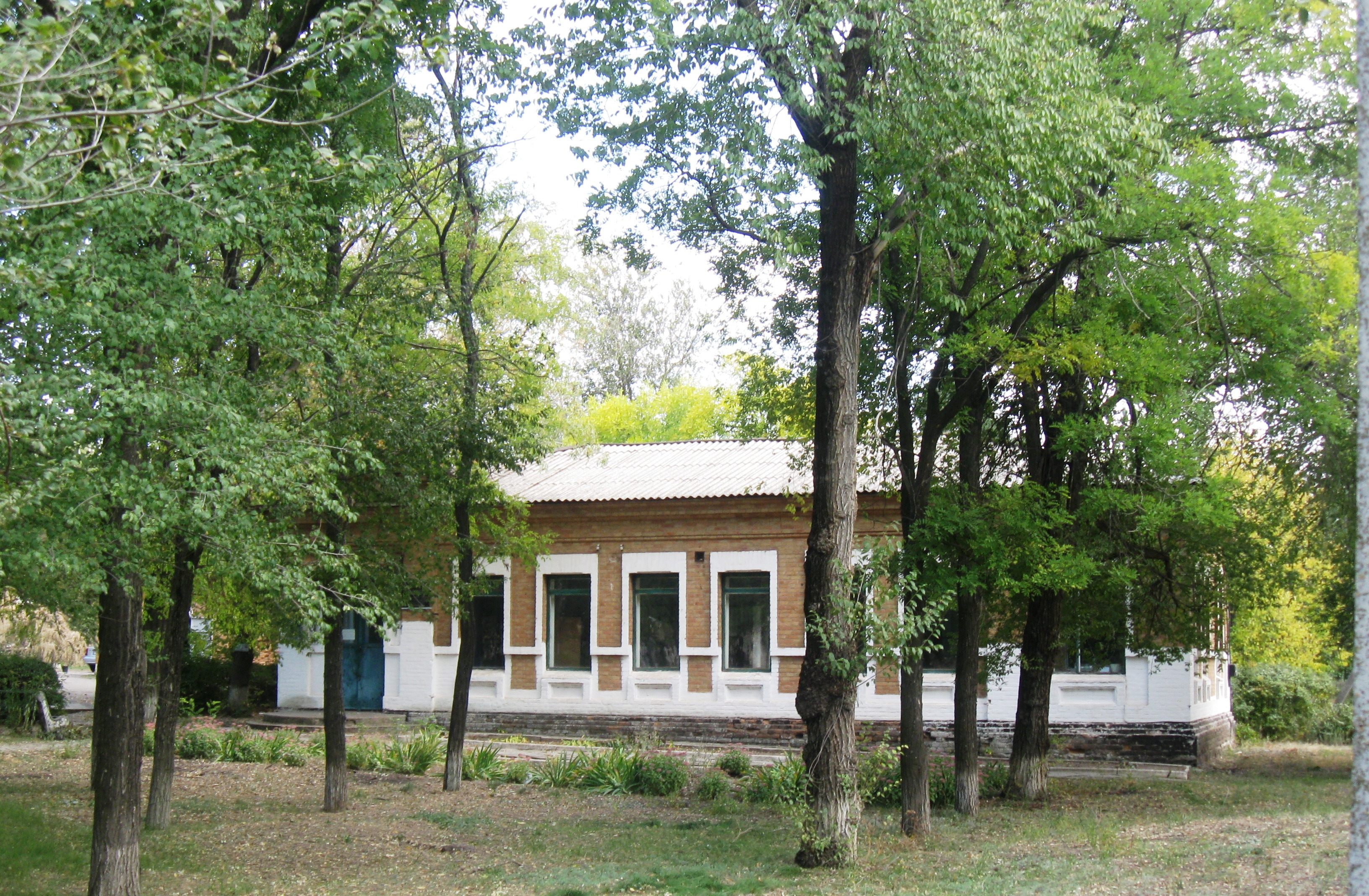
Земська лікарня
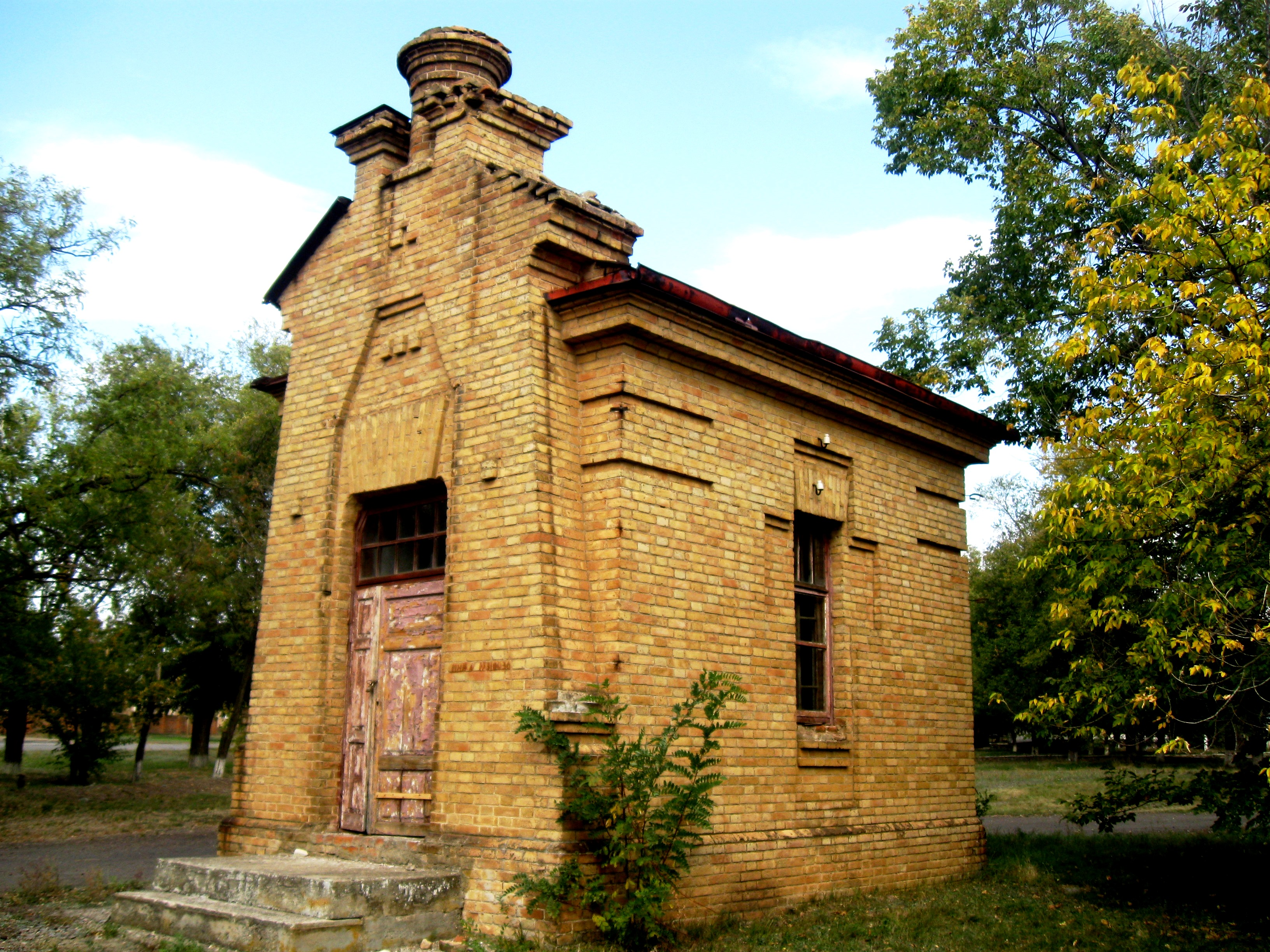
Каплиця земської лікарні
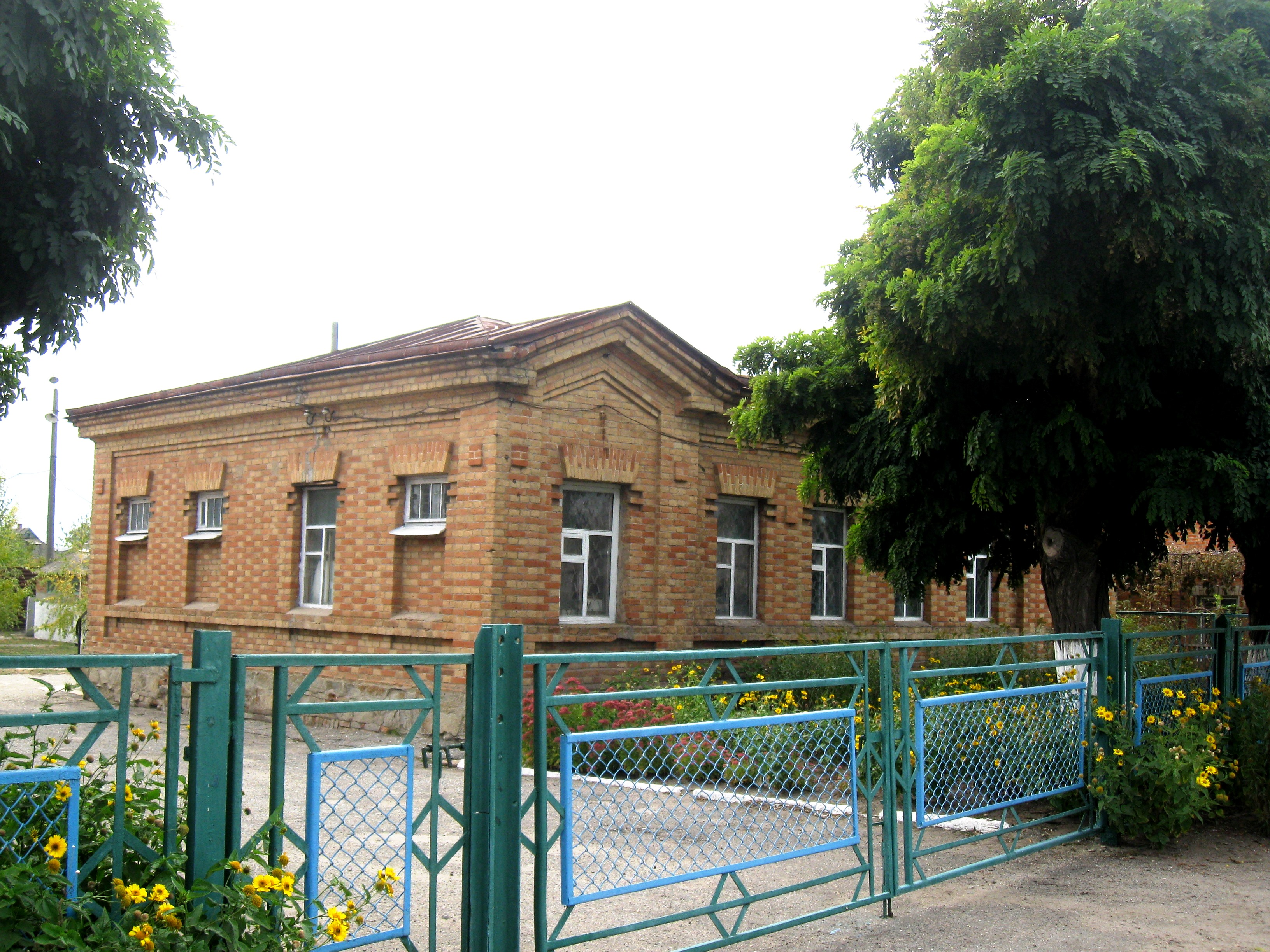
Житловий будинок для вчителів земської школи

## У літературі
Згадки про с.Жеребець можна прочитати у книзі С.М.Королівського "